# 亨墨菲斯
亨墨菲斯（挪威語：Hammerfest），又译为哈默弗斯特，是挪威芬马克郡的市镇，行政中心为亨墨菲斯城。市镇面积为2,693平方公里，2023年人口数量为11,310人。亨墨菲斯是地球上人口超过一万人的最靠北的市镇。
该市镇包括克瓦爾島、瑟略島和塞兰岛三個大島的部分区域以及其他一些小岛。这些岛屿中只有克瓦爾島通过克瓦尔松桥与挪威其他地区有公路相通。
這裡的港口是北極圈內少數的不凍港之一。

## 概况
一个名为“亨墨菲斯城和乡镇”的市镇建立于1838年1月1日，包括亨墨菲斯城及其周边的大量乡村地区。法律规定所有城镇都应该被它们的乡村地区分隔开，但是由于人口少以及选民极少，这对于1838年的亨墨菲斯来说是不可能实现的。1839年北部地区（人口数量为498）分离出去并成立为现名为莫瑟于的市镇。亨墨菲斯市镇只剩下2024名居民。1852年1月1日，亨墨菲斯城之外的乡村地区（人口数量为1256）分离出去成立为名叫“亨墨菲斯乡镇”的市镇（后来该名为瑟勒松）。 而亨墨菲斯城只剩下1125名居民。该乡镇后来又分裂为南部的瑟勒松和北部的克瓦爾松两市镇。
1992年1月1日，瑟勒松市镇与亨墨菲斯城合并为新的更大的亨墨菲斯市镇。
2017年相邻的亨墨菲斯市镇和克瓦爾松市镇投票决定合并，自2020年1月1日生效。2020年1月1日，克瓦爾松并入亨墨菲斯。同时新的市镇隶属于新成立的特罗姆斯-芬马克郡。之前此两市镇隶属于原芬马克郡。

### 名称
此市镇以1789年建立的亨墨菲斯城命名。亨墨菲斯城以一个古老的船舶锚固处命名。名字的第一个部分“hammer”是指靠岸的一些巨型岩石，它们对于停泊是有利的，这些岩石的名字叫“Hamran”（古諾斯語里“Hamarr”意思是“陡峭的山坡”）。这些岩石在战后初期填海时被覆盖了。名字的后面部分“fest”来源于古諾斯語“festr”，意思是“系牢（船只）”。

## 友好城市
- 瑞典哈帕兰达
- 丹麦伊凱斯特
- 俄罗斯科拉
- 韩国全羅南道木浦市
- 美国阿拉斯加州彼得斯堡
- 芬兰托尔尼奥
- 瑞典特雷勒堡
- 阿根廷乌斯怀亚